# Kajkowo (gromada)
Kajkowo – dawna gromada, czyli najmniejsza jednostka podziału terytorialnego Polskiej Rzeczypospolitej Ludowej w latach 1954–1972.
Gromady, z gromadzkimi radami narodowymi (GRN) jako organami władzy najniższego stopnia na wsi, funkcjonowały od reformy reorganizującej administrację wiejską przeprowadzonej jesienią 1954 do momentu ich zniesienia z dniem 1 stycznia 1973, tym samym wypierając organizację gminną w latach 1954–1972.
Gromadę Kajkowo z siedzibą GRN w Kajkowie utworzono – jako jedną z 8759 gromad na obszarze Polski – w powiecie ostródzkim w woj. olsztyńskim na mocy uchwały nr 22 WRN w Olsztynie z dnia 4 października 1954. W skład jednostki weszły obszary dotychczasowych gromad Kajkowo i Lichtajny, ponadto miejscowości Górka, Worniny i Zajezierze z dotychczasowej gromady Górka, dalej miejscowości Warlity Wielkie, Czerwona Karczma, Fiugajny, Ostrów i Ruś Mała oraz część miejscowości Wałdowo (stanowiąca obszar PGR) z dotychczasowej gromady Warlity Wielkie oraz miejscowość Czarny Róg z dotychczasowej gromady Ornowo ze zniesionej gminy Ostróda w tymże powiecie. Dla gromady ustalono 17 członków gromadzkiej rady narodowej.
31 grudnia 1961 do gromady Kajkowo włączono obszar zniesionej gromady Lubajny, wsie Brzydowo, Dziadyk i Ornowo oraz PGR-y Kraplewo i Prusowo ze zniesionej gromady Brzydowo, a także PGR-y Morliny i Ryńskie oraz osadę Cierzpięty ze zniesionej gromady Tyrowo – w tymże powiecie.
Gromada przetrwała do końca 1972 roku, czyli do kolejnej reformy gminnej.